# Osnove ilirskoga jezika
Osnove ilirskoga jezika u dvije knjige (lat. Institutionum linguæ illyricæ libri duo) hrvatska je štokavska gramatika Bartola Kašića napisana 1604. godine.

## Opis
Osnove ilirskoga jezika u dvije knjige prva je cjelovita gramatika hrvatskoga jezika pisana latinskim jezikom. Temelji se na jeziku štokavsko-čakavske književnosti. Opisuje se tronaglasni čakavski sustav i čakavski fonemski inventar. Jezik se u njoj ujednačuje i usmjerava prema štokavskom. U morfologiji se donose i stari i novi padežni oblici u dativu, lokativu i instrumentalu. Pisana je po latinskom uzoru tako da u hrvatski jezik unosi i neke kategorije kojih u hrvatskom jeziku nije bilo (konjunktiv, gerundij…).
Pogovor pretisku, životopis, popis djela Bartola Kašića i izbor literature o njemu napisala je dr. sc. Darija Gabrić-Bagarić.